# Артемон (персонаж)
Артемо́н — персонаж сказки А. Н. Толстого «Золотой ключик, или Приключения Буратино», благородный пудель; верный, добрый и заботливый друг Мальвины.
Имя, по одной из версий, позаимствовано у пуделя Арто из рассказа Александра Куприна «Белый пудель». Также известно, что имя «Артамон» было распространено среди дворовых людей у российских помещиков.

## Прототип
Прототипом Артемона является пудель Медоро, персонаж сказки Карло Коллоди «Приключения Пиноккио». Медоро в сказке Коллоди ходит «в точности, как человек — на двух ногах» и изображен франтом: он «одет в праздничную кучерскую ливрею», на голове носит «маленькую, обшитую золотом треуголку и белый парик с локонами, падавшими по самые плечи. Кроме того, на нем был шоколадного цвета сюртук с бриллиантовыми пуговицами и двумя большими карманами (в них он прятал кости, получаемые за столом от госпожи), короткие штаны из алого бархата, шелковые чулки, открытые туфельки, а сзади нечто похожее на чехол из лазурного атласа (в нём он укрывал свой хвост во время дождя)». Пудель правит каретой феи, «словно заправский кучер».
В сказке Толстого пудель Артемон, помимо щегольства, наделен благородным характером. В сказке Коллоди имелась и другая собака — ищейка Алидоро, которая сначала преследовала и пыталась навредить Пиноккио, но потом стала его верным другом. В образе Артемона, как отмечает В. И. Новиков, объединились образы обеих собак.